# Wii Play: Motion

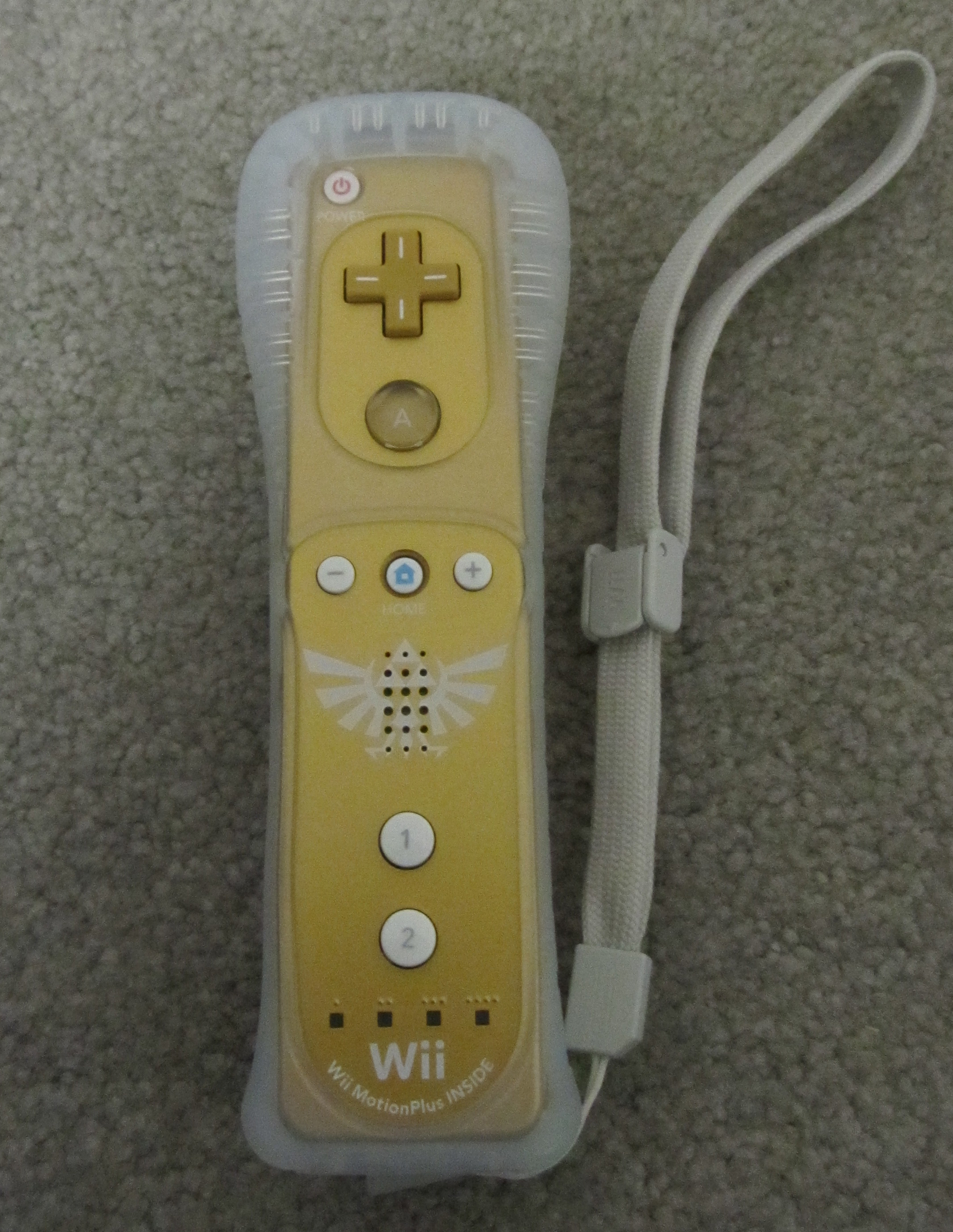
Wii Remote Plus, ovladač podporující Wii MotionPlus

Wii Play: Motion (japonsky: Wiiリモコンプラス バラエティ) je japonská videohra pro Wii z roku 2011. Je to sequel ke hře Wii Play z roku 2006. Hra Wii Play byla prodávána s ovladačem Wii Remote, aby předvedla možnosti tohoto ovladače. Wii Play: Motion byla zase prodávána s novým ovladačem Wii MotionPlus (později Wii Remote Plus), který lépe reaguje na pohyb. Na rozdíl od Wii Play tuto hru nevyvíjela pouze firma Nintendo, ale jednotlivé hry vyvíjelo více vývojářů (konkrétně Nintendo, Arzest Corporation, Good-Feel, Skip Ltd., Prope, Vanpool, Mitchell Corporation a Chunsoft). Na rozdíl od prvního dílu byla Wii Play: Motion lépe hodnocena, protože nabízí více miniher, které mají více herních módů.

## Seznam miniher
Seznam miniher, které jsou součástí Wii Play: Motion:
- Cone Zone (točení zmrzliny)
- Veggie Guardin' (mlácení krtků)
- Skip Skimmer (házení žabek)
- Pose Mii Plus (pózování Mii postav)
- Trigger Twist (střílení na cíle)
- Jump Park (skákací park)
- Teeter Targets (hra podobná Paintballu)
- Spooky Search (chytání duchů)
- Wind Runner (závod na kolečkových bruslích s deštníkem ve větru)
- Treasure Twirl (hledání truhel v moři)
- Flutter Fly (létání za pomocí listu)
- Star Shuttle (parkování vesmírné lodi)
- Hry Dolphin a Unicycle se dají odemknout později